# 궤도 경사

궤도 경사 i(초록색)와 다른 궤도 요소들을 그린 그림.

궤도 경사(軌道 傾斜, 영어: Orbital inclination)는 궤도의 모양과 방향을 설명하는 여섯 개의 궤도 요소중 하나로, 궤도가 중심 천체에 대하여 기울어진 정도를 말하며, 기준면과 궤도면 사이의 각도, 또는 기준면과 자전축 사이의 각도로 정의된다. 궤도 경사는 일반적으로 도 단위로 표시된다.
지구의 적도 바로 위를 돌고 있는 인공위성들은 인공위성의 궤도면과 지구의 적도면이 동일하고, 따라서 궤도 경사는 0°이다. 일반적으로 인공위성의 궤도는 기울어져 있는데, 이 경우에는 궤도의 절반은 북반구를, 절반은 남반구를 지나가게 된다. 만약 어떠한 위성이 북위 20°에서 남위 20°를 왕복한다면, 이 위성의 궤도 경사는 20°가 된다.

## 궤도
행성 주위를 도는 위성의 경우, 기준면은 일반적으로 행성의 적도가 된다. 태양계 행성들의 경우, 기준면은 일반적으로 황도가 되는데, 이는 지구가 태양 주위를 공전하는 궤도면을 나타낸다. 이 기준면은 "지구의 관측자들"에게 가장 널리 쓰이며, 정의에 따르면 지구의 궤도 경사는 0이다.
궤도 경사는 태양의 적도나 불변면(태양계의 각운동량을 대표하는 면)과의 각도로도 측정될 수 있다.

### 행성
대부분의 태양계 행성들은 서로에 대해서나 태양의 적도에 대해서나 궤도 경사가 작은 편이다.
| 지구형 행성 | 수성   | 7.01° | 3.38°  | 6.34° |
| 지구형 행성 | 금성   | 3.39° | 3.86°  | 2.19° |
| 지구형 행성 | 지구   | 0     | 7.155° | 1.57° |
| 지구형 행성 | 화성   | 1.85° | 5.65°  | 1.67° |
| 목성형 행성 | 목성   | 1.31° | 6.09°  | 0.32° |
| 목성형 행성 | 토성   | 2.49° | 5.51°  | 0.93° |
| 목성형 행성 | 천왕성 | 0.77° | 6.48°  | 1.02° |
| 목성형 행성 | 해왕성 | 1.77° | 6.43°  | 0.72° |

### 왜행성
왜행성의 궤도 경사는 일정하지 않으며, 천체에 따라 편차가 큰 편이다. 궤도 경사가 가장 작은 명왕성과 가장 큰 에리스의 궤도 경사는 각각 17°, 44°이다.

### 자연위성 및 인공위성
자연 위성과 인공 위성의 궤도 경사는 위성이 공전하고 있는 행성의 적도면과의 각도로 정의되며, 행성의 적도면과 자전축 사이의 각도가 직각이라는 것을 이용하여 구할 수도 있다.
궤도 경사 30°는 150°로도 정의될 수 있으며, 90°가 넘지 않는 각도는 순행 운동, 90°를 넘는 각도는 역행 운동을 가리킨다.
- 궤도 경사 0°는 위성이 행성의 적도면과 일치하는 궤도에서 순행 방향으로 돌고 있음을 말한다.
- 0°~90° 또한 순행 궤도를 나타낸다.
- 90°는 정확한 극궤도를 나타내는데, 이 때 위성은 행성의 남극과 북극을 오가게 된다.
- 90°~180°는 역행 궤도를 나타낸다.
- 180°는 위성이 행성의 적도면과 일치하는 궤도에서 역행 방향으로 돌고 있음을 말한다.

항성과 가까운 지구형 행성들의 위성들 중 충돌로 형성되어 행성과 멀리 떨어진 위성들의 경우, 항성의 기조력에 의하여 행성이 항성을 도는 궤도면과 위성이 행성을 도는 궤도면은 서로 정렬된다. 하지만 행성과 위성 사이의 거리가 멀지 않을 경우, 궤도가 기울어져 있을 수 있다.
목성형 행성들의 경우, 위성들은 행성 근처의 가스·먼지 원반에서 행성과 같이 형성되었기 때문에 행성의 적도면과 궤도면이 정렬되게 된다.

### 외계 행성 및 다중성
외계 행성이나 다중성의 궤도 경사는 지구에서 바라보는 방향에 대해 수직한 평면과의 각도로 정의된다.
- 궤도 경사 0°는 정면으로 바라보는 궤도로, 하늘을 올려다보았을 때 하늘이 펼쳐진 방향과 궤도면이 서로 평행하다는 것을 가리킨다. 즉, 바로 위에서 내려다보는 위치이다.
- 90°는 가장자리 궤도로, 하늘을 올려다보았을 때 하늘이 펼쳐진 방향과 궤도면이 서로 수직하다는 것을 가리킨다. 즉, 정확한 측면에서 바라보는 위치이다.

도플러 분광학을 통한 외계 행성 찾기에서는 궤도 경사가 90°에 가까울 경우 더 쉽게 행성을 찾을 수 있기 때문에, 대부분의 외계 행성들의 궤도 경사는 45° ~ 135°이며, 일반적인 궤도 경사의 값이 무엇인지는 아직 알려져 있지 않다. 만약 궤도가 거의 정면이라면, (특히 도플러 방법으로 찾아낸 슈퍼목성의 경우에) 찾아낸 천체들은 사실 갈색 왜성이나 적색 왜성일 가능성이 높다. 예시는 HD 33636 B인데, 밝혀진 질량이 142 MJ이어서 M6V 항성에 해당하였다.

## 계산

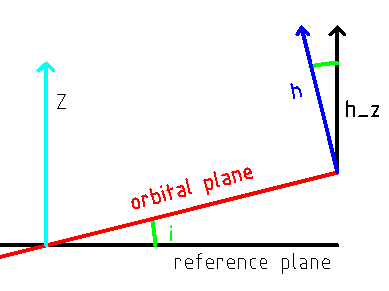
궤도 경사를 계산하는 데 필요한 요소들을 운동 벡터로 나타낸 그림.

천체물리학에서, 궤도 경사 i는 궤도 운동 벡터 h (또는 궤도면과 수직한 아무런 벡터)를 통하여 계산할 수 있다.
{\displaystyle i=\arccos {h_{z} \over \left|\mathbf {h} \right|}}
hz는 h의 Z-성분이다.
두 궤도에서 서로를 기준으로 할 때의 궤도 경사는 구면 코사인 법칙을 이용한 또 다른 평면을 통하여 계산할 수 있다.

## 같이 보기
- 지평 좌표
- 자전축 기울기
- 방위각